# 4991 Hansuess
4991 Hansuess este un asteroid din centura principală, descoperit pe 1 martie 1981 de Schelte Bus.